# Mòng két Baikal
Mòng két Baikal (danh pháp hai phần: Anas formosa) là một loài chim trong họ Vịt.. Loài vịt này dài 39 đến 43 xentimét (15 đến 17 in), cao từ 11,75 đến 15,75 inch (29,8 đến 40,0 cm).

## Môi trường sống
Nó sinh sống trong khu vực rừng của Đông Siberia từ phía đông lưu vực Yenisey tới Kamchatka, phía bắc Koryak, phía đông tỉnh Magadan, phía bắc vùng Khabarovsk, đông nam và bắc tỉnh Sakha phía đông trung bộ Irkutsk, và phía bắc vùng Krasnoyarsk. Nó là một loài di cư, trú đông ở Hàn Quốc, Nhật Bản, Đài Loan, miền bắc và miền đông Trung Quốc, từ Bắc Kinh xuống bờ biển đến biên giới Việt Nam, và phía tây Vân Nam sau đó phía bắc đến Trùng Khánh và Hà Nam.
Nó sống trong ao hồ trên các cạnh vùng lãnh nguyên và trong các khu rừng đầm lầy. Vào mùa đông, có thể tìm thấy nó trên vùng đồng bằng nước ngọt.